# Stefanija Turkevyč
Stefanija Ivanivna Turkevyč Lisovs'ka, od 1937. Lukijanovič, ukr. Стефа́нія Іванівна Турке́вич Лісовська; od 1937. Лукіяно́вич, eng. Stefania Turkevich, (25. travnja 1898., Lviv, Austro-Ugarska - 8. travnja 1977., Cambridge, Velika Britanija) bila je prva ukrajinska pijanistica, skladateljica i muzikologinja. Zbog njezinih stavova  radove joj je Sovjetski Savez zabranio.

## Studije
Rodila se je 1898. u Lavovu u svećeničkoj obitelji. Bila je prvim djetetom u obitelji svećenika, zborskog dirigenta, kateheta i glazbenog kritičara Ivana Emanuila Turkevyča (ukr. Івана Емануїла Туркевича) (1872. – 1936.) i Sofije Kormoš. Iala je mlađu sestru Irenu Turkevyč-Martinec' i mlađeg brata Leva Ivanovyča Turkevyča. Djed Lev Sofronovyč Turkevyč i otac Ivan Emanuil bili su svećenici. Mati Sofija bila je pijanistica, koja je učila svirati kod Karolja Mikule i Williama Kurza, također je pratila mladu opernu pjevačicu Solomiju Krušeljnicku.
Stefanija je započela studij muzike kod Vasilja Barvinskog na Višem glazbenom institutu imena Mikole Lysenka (ukr. Львівська національна музична академія імені Миколи Лисенка), a od 1914. do 1916. nastavila je studij u Beču kao pijanistica kod Williama Kurza. Nakon Prvog svjetskog rata studirala je kod Adolfa Chibinskog na Sveučilištu u Lavovu, a također je pohađala njegova predavanja o teoriji glazbe u Lavovu.
Godine 1919. napisala je svoje prvo glazbeno djelo - Liturgiju, koje je izvedeno nekoliko puta u katedrali svetog Jurja u Lavovu.
Godine 1921. studirala je kod Guida Adlera na Sveučilištu u Beču, gdje je i diplomirala 1923. godine na magisteriju. Godine 1925. udala se i preselila sa suprugom u Berlin, gdje je studirala kod Arnolda Schoenberga, a u tom se razdoblju rodila i kći Zoe.
1930. godine otputovala je u Prag, Čehoslovačku, studirao kod Zdeněk Nejedlý na Karlovo sveučilište, i je nastavila sveučilišni studij na Muzičkoj akademiji radi obrane doktorske disertacije 1934. o ukrajinskom folkloru u ruskim operama. Iste godine doktorirala je muzikologiju u Pragu i postala prva žena iz Galicije (tada dio Poljske) koja je doktorirala.
Nakon toga vratila se u rodni Lavov, gdje je do početka Drugog svjetskog rata radila kao učiteljica glazbene teorije i klavira.

## Poslijeratno razdoblje
Za vrijeme rata radila je kao mentorica i koncertna voditeljica u Lavovu, a kasnije izvanredna profesorica, a nakon rata preselila se u Austriju i kasnije u Italiju da bi upoznala svog drugog muža, liječnika koji je radio za britansku vojsku.
U jesen 1946. preselila se u Veliku Britaniju gdje se vratila svom kreativnom radu i od tog vremena do kraja života napisala je većinu svojih skladbâ.

## Kompozicije
Simfonije
1. Симфонія – Simfonija br. 1 – 1937.

2. Симфонія no. 2(a) – Simfonija br. 2(a) – 1952.

2. Симфонія no. 2(b) (2-гий варіант) – Simfonija br. 2(b) (2. inačica)

3. Симфонієта – Symphoniette – 1956.

4. Три Симфонічні Ескізи – Tri simfonične skice – 3-го травня, 1975.

5. Симфонічна поема – Simfonična poema «La Vitа»

6. Space Symphony – Svemirska simfonija - 1972.

7. Суіта для подвійного струнного оркестру – Suita za dvostruki gudački orkestar

8. Fantazija za dvostruki gudački orkestar
Baleti
9. Руки – Ruke – Bristol, 1957.
 
10. Перли – Perle

11. Весна (Дитячий балет) – Proljeće – (dječji balet) 1934. – 5.

12. Мавка (a) – Mavka – Šumska nimfa – 1964. – 7. – Belfast

12. Мавка (b) – Mavka – Šumska nimfa – 1964. – 7. – Belfast

13. Страхопуд – Strašilo – 1976.
Opere
14. Мавка – Mavka – (nedovršena) zasnovana na Šumskoj pjesmi (Лісова пісня) Lesje Ukrajinke
Dječje opere
15. «Цар Ох» або Серце Оксани – Car Oh ili Oksanino srce – 1960.

16. «Куць» – Kuc'
 
17. «Яринний городчик» – Jarinski gradić (1969.)
Skladbe za zbor
18. Літургія  - Liturgija - 1919.

19. Псалом Шептицькому - Psalam Šeptickomu

20. До Бою 

21. Триптих - Triptih

22. Колискова (А-а, котика нема) - Uspavanka (A-a, nema mačka), 1946.
Instrumentalne skladbe za komorne glazbe
23. Соната для скрипки і фортепіано, 1935. – Sonata za violinu i fortepiano

24. (a) Cтрунний квартет, 1960. – 1970. – Gudački kvartet

24. (b) Cтрунний квартет, 1960. – 1970. – Gudački kvartet

25. Тріо для скрипки, альта і віолончела, 1960. – 1970. – Trio za violinu, violu i violončelo
	
26. Квінтет для двох скрипок, альта, віолончела фортепіано, 1960. – 1970. – Kvintet za dvije violine, alt, violončelo i fortepiano

27. Тріо для флейти, кларнету, фагота, 1972. – Trio za flautu, klarinet i fagot
Skladbe za fortepiano
28. Варіації на Українську тему, 1932. – Varijacije na ukrajinsku temu

29. Фантазія: Суїта фортепянна на Українські теми – Fantazija: Suita za klavir na ukrajinske teme, 1940.

30. Імпромпту – Impromptu, 1962.

31. Гротеск – Groteska, 1964.

32. Гірська сюїта – Gorska suita, 1966. – 1968.

33. Цикл п’єс для дітей – Ciklus komada za djecu, 1936. – 1946.

34. Українські коляди та щедрівки – Ukrajinske kolende i ščedrivke

35. Вістку голосить – Vijest kličem

36. Christmas with Harlequin - Božić s harlekinom, 1971.
Razno
i. – Серце – Srce - solo glas s orkestrom
ii. – Лорелеї – Lorelei – pripovjedač, harmonij i klavir, 1919. – tekst: Lesja Ukrajinka
iii. – Май – Svibanj – 1912.
iv. – Тема народної пісні – Tema narodne pjesme
v. – На Майдані – Na Majdanu, komad za klavir
vi. – Не піду до леса з конечкамі – Лемківська пісня –  - lemkovska pjesma

## Vanjske poveznice
- Ukrainian Art Song Project – Stefania Turkewich pristupljeno 24. studenoga 2019.
- Stefania Turkewich: Galicians I |The Art Songs pristupljeno 24. studenoga 2019.
- Музичко меморијални музеј  Arhivirana inačica izvorne stranice od 13. siječnja 2021. (Wayback Machine) pristupljeno 24. studenoga 2019.